# Narajówka (rejon hajsyński)
Narajówka (ukr. Нараївка) – wieś na Ukrainie w rejonie hajsyńskim, obwodu winnickiego, na wschodnim Podolu. Położona ok. 29 km od Hajsyna.
W czasach I Rzeczypospolitej wieś leżała w województwie bracławskim w prowincji małopolskiej Korony Królestwa Polskiego. W 1789 była prywatną wsią należącą do Czartoryskich. Odpadła od Polski w wyniku II rozbioru. Pod zaborami należała do Rzewuskich i Meleniewskich.
W miejscowości znajdował się pałac wybudowany w 1881 r. w stylu neogotyckim przez Feliksa Meleniewskiego, opisany w Dziejach rezydencji. Spalony w 1917 r.

## Władze wsi
Przewodniczący rady wiejskiej jest obecnie Kateryna Romanenko, która pełni tę funkcję od 2010 r. W tym czasie dzięki K. Romanenko zrobiono dużo dla mieszkańców wsi: powstały utwardzone drogi, plac zabaw dla dzieci przy przedszkolu dzięki wygraniu rejonowego projektu „Uśmiech dziecka to przyszłość Ukrainy”, a miejscowej szkole wymieniono 35 okien oraz zmodernizowano ogrzewanie. W wiejskiej przychodni powstał gabinet stomatologiczny, dzięki któremu mieszkańcy nie muszą szukać pomocy w leczeniu zębów poza wsią np. w Granowie oddalonym około 11 km.